# 조쇼인 (후지사와시)

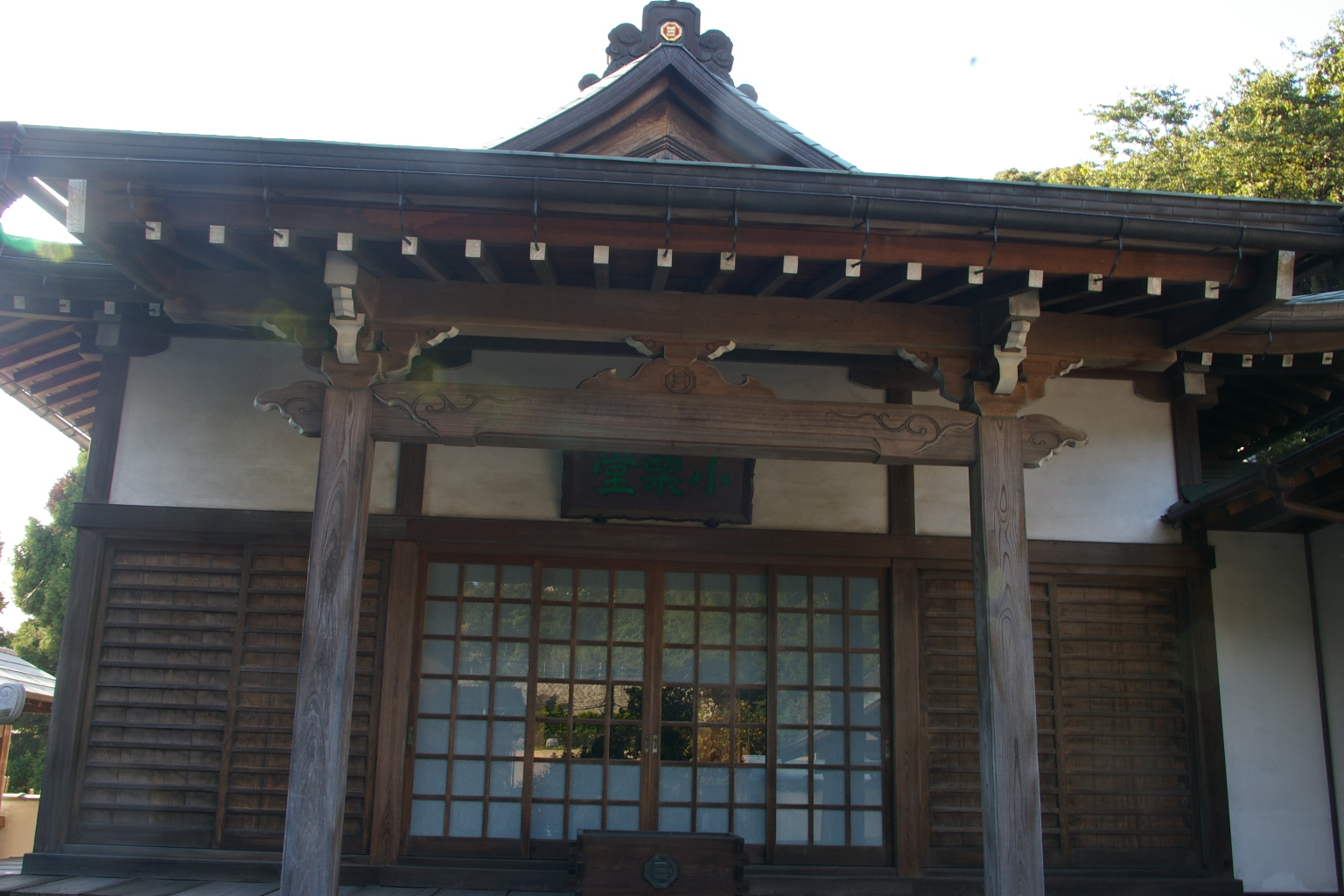
조쇼인

조쇼인(長生院)은 일본 가나가와현 후지사와시 후지사와에 있는 지슈 사원이다. 지슈의 총본산인 쇼조코지 본당 뒤에 바로 있다.